# Вашка, Бедржих
Бедржих Вашка (чеш. Bedřich Váška; 5 марта 1879, Юнг-Вошиц, ныне Млада-Вожице, район Табор — 9 декабря 1978, Вустер, штат Массачусетс) — чешско-американский виолончелист.
Сын учителя, первые уроки игры на фортепиано, органе и скрипке получил от своего отца. Затем учился в гимназии в Таборе, перейдя на виолончель. Окончил Пражскую консерваторию (1897), ученик Гануша Вигана, затем на протяжении двух лет учился также во Франкфурте-на-Майне у Хуго Беккера.
В 1900 г. играл в летнем оркестре в Сестрорецке, затем поступил в оркестр Лембергской оперы, откуда в 1901 г. перешёл в Варшавскую оперу. Во Львове вошёл в число основателей струнного квартета Богуслава Лготского, впоследствии известного как Квартет Шевчика, и играл в его составе до 1911 г. Одновременно в 1899—1903 гг. играл на скрипке в одном из первых составов Чешского трио, с Карелом Хофмайстером и Штепаном Сухим. С 1905 г. снова жил в Чехии, в 1906 г. женился на скрипачке Августе Ондржичковой, сестре Франтишека Ондржичека. В 1911 г. по предложению Ондржичека вместе с женой переселился в США.
В американский период жизни работал преимущественно как ансамблист. В 1919 году вошёл в состав Нью-Йоркского квартета, созданного по инициативе Ральфа Пулитцера. Квартет работал на протяжении десятилетия. Т. Поттер указывает, что коллектив достиг высочайших стандартов исполнения, и сожалеет о том, что квартет не оставил записей. В то же время база данных американской звукозаписи указывает на целый ряд записей квартета с участием Шишковского, датируемых 1924—1927 гг., — в их числе произведения Фрэнка Бриджа, Перси Грейнджера, Оскара Недбала, Александра Глазунова, Клода Дебюсси, Исаака Альбениса и др.
Преподавал в Истменовской школе музыки.
Вашке посвящена Серенада для виолончели и фортепиано Op. 3b Йозефа Сука (опубл. 1900).